# Mimiphiastus vivesi
Mimiphiastus vivesi är en skalbaggsart som beskrevs av Stefan von Breuning 1978. Mimiphiastus vivesi ingår i släktet Mimiphiastus och familjen långhorningar. Inga underarter finns listade i Catalogue of Life.